# Pirofosfato de geranilgeranilo
Pirofosfato de geranilgeranilo es un intermedio en la vía de la HMG-CoA reductasa utilizado por organismos en la biosíntesis de terpenos y terpenoides. En las plantas también es el precursor de los carotenoides, giberelinas , tocoferoles y clorofilas .
También es un precursor de las proteínas geranylgeranylated.
En Drosophila,el pirofosfato de geranilgeranilo se sintetiza por inhibidores de la HMG-CoA reductasa codificada por el gen de Columbus. Pirofosfato de geranilgeranilo se utiliza como un quimioatrayente para la migración de las células germinales que han atravesado el epitelio del intestino medio. La señal atrayente se produce en las gónadas precursoras, dirigiendo las células germinales a estos sitios, donde van a diferenciarse en óvulos (huevos) y espermatozoides (esperma).

## Compuestos relacionados
- Geranylgeraniol
- Pirofosfato de geranilo
- Pirofosfato de farnesilo